# Lygodium microphyllum
Лігодіум дрібнолистий, повзуча папороть (Lygodium microphyllum) — вид папороті роду лігодіум (Lygodium).

## Будова

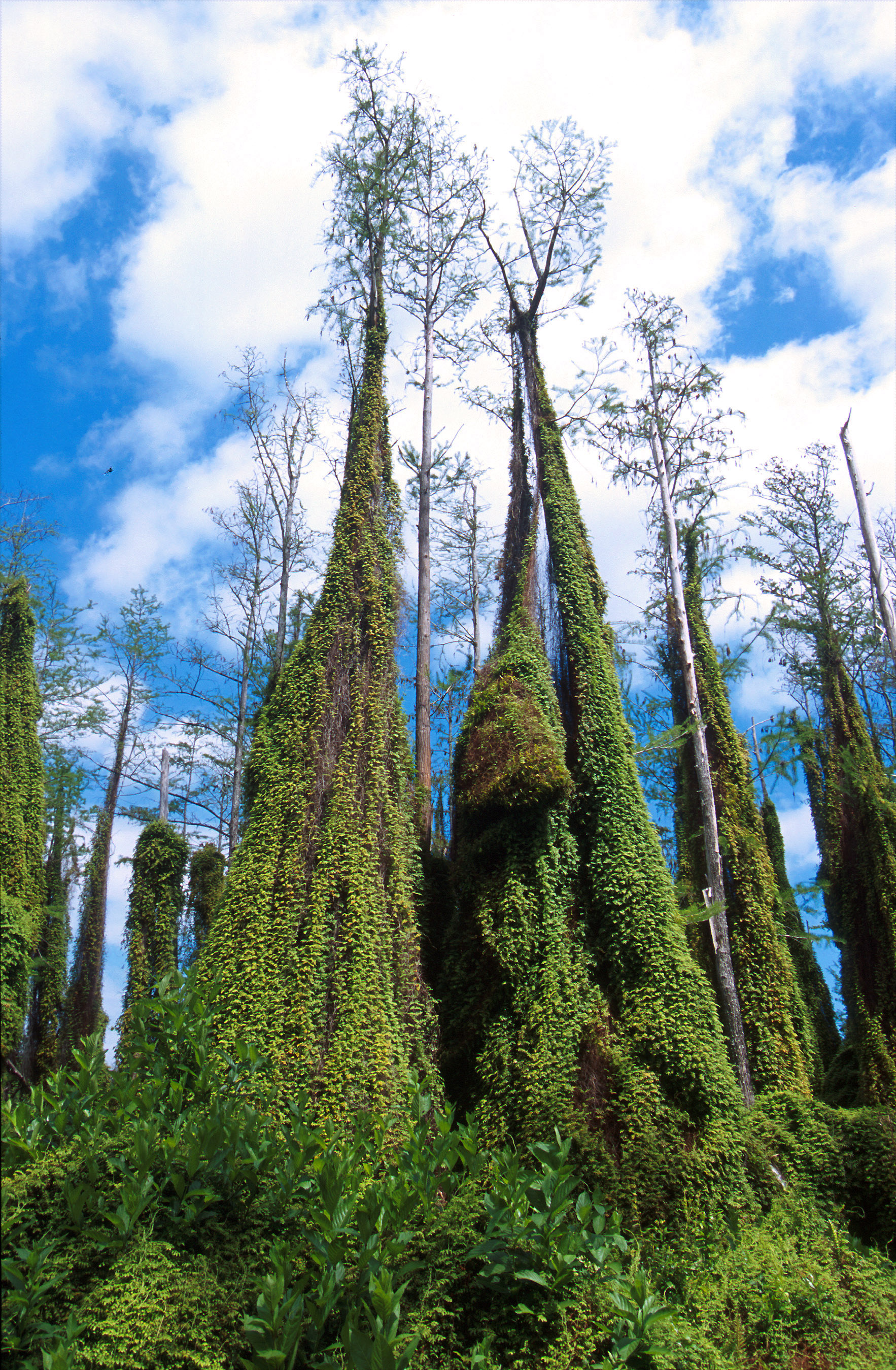
Дерева обплетені повзучою папороттю у Флориді

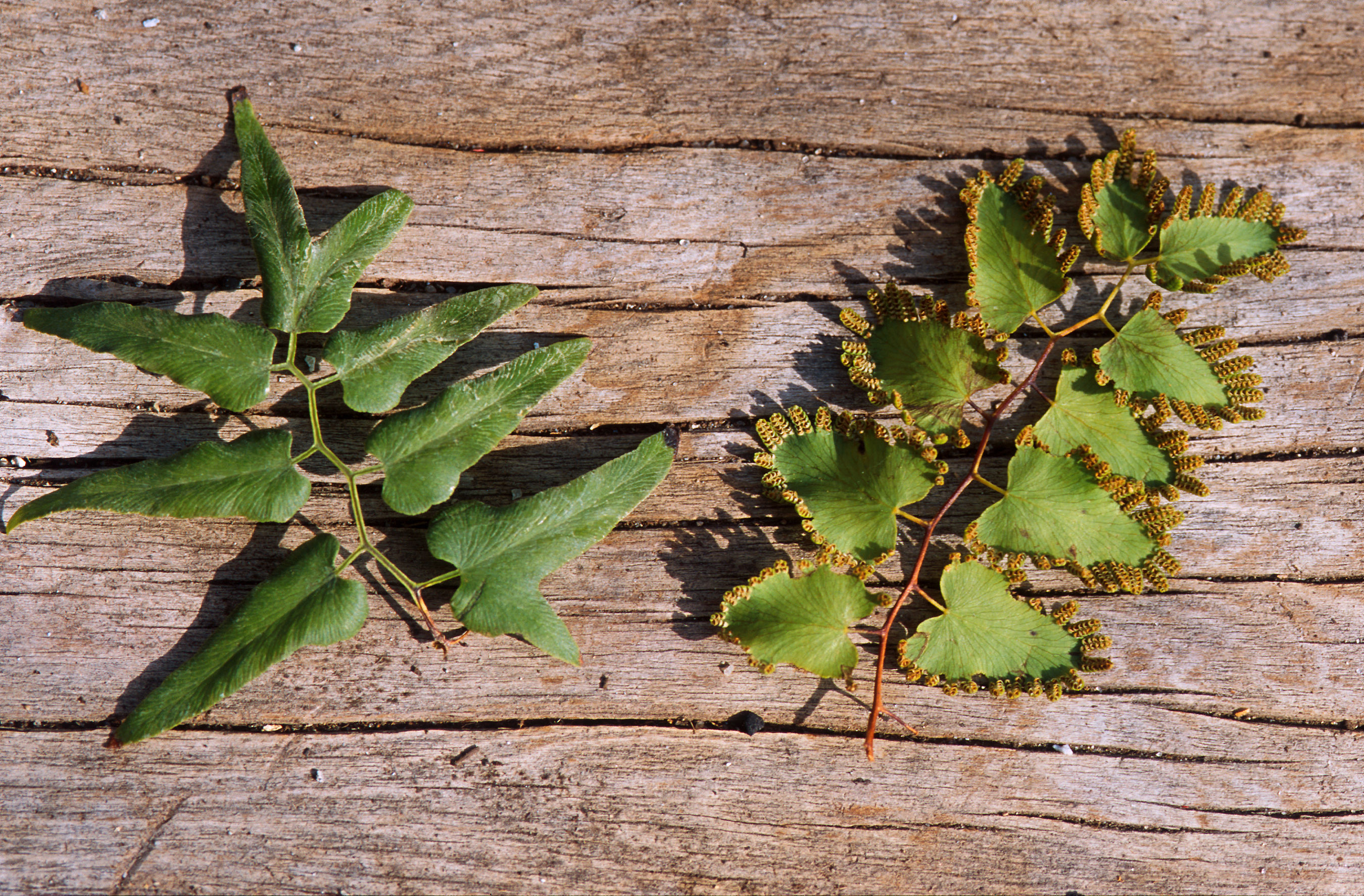
Прості та спороносні листочки

Витка папороть. Тіло сильно розгалужене, може досягати 30 метрів довжини. Має два види листочків — прості та спороносні. Останні відрізняються покрученим краєм, на якому розміщується спори.

## Життєвий цикл
Густо заплітає дерева, затіняючи усі рослини під деревом. Становить небезпеку для дерева, на якому росте, оскільки при пожежах вогонь розповсюджується по папороті і переходить на крону дерева.

## Поширення та середовище існування
Походить з Африки та Південно-східної Азії. Росте у болотистій місцевості. Завдає значної шкоди місцевим видам у Флориді.
Міністерство сільського господарства США намагається використовувати комах (Austromusotima camptozonale, Neomusotima conspurcatalis та Floracarus perrepae) для боротьби з цим бур'яном.